# GeneCards
GeneCards is een vrij toegankelijke databank waarin duizenden ontdekte en voorspelde menselijke genen zijn geïndexeerd. De gegevens zijn afkomstig uit genomische, proteomische, transcriptomische onderzoeken. GeneCards is ontwikkeld en wordt onderhouden door het Crown Human Genome Center van het Weizmann Instituut van Wetenschappen (WIS). De database is bedoeld om een snel overzicht te geven van de huidige beschikbare biomedische informatie over het (voornamelijk menselijke) genoom, de gecodeerde eiwitten en relevante erfelijke ziekten.
De GeneCards-database biedt toegang tot meer dan zevenduizend menselijke genen. Deze zijn geïntegreerd vanuit ruim negentig gegevensbronnen, waaronder HGNC, Ensembl en NCBI. Alle informatie in GeneCards is geselecteerd uit deze databases door de krachtige en gebruiksvriendelijke engine. De belangrijkste genen zijn gebaseerd op de richtlijnen vastgesteld door de HUGO Gene Nomenclature Committee (HGNC).
In de loop van de tijd heeft de GeneCards-database een reeks tools ontwikkeld (GeneDecks, GeneLoc, GeneALaCart) om meer gespecialiseerde mogelijkheden te bieden. Sinds 1998 wordt de GeneCards-database op grote schaal gebruikt voor onderzoek in de bio-informatica, systeembiologie en geneeskunde.